# Ingmikortilaq
L'Ingmikortilaq, toponyme groenlandais qui signifie littéralement en français « celui qui est séparé », est un sommet du Groenland situé dans le Nordvestfjord, l'une des branches du détroit Scoresby. Bien que d'altitude modeste avec 1 023 mètres, l'isolement et la difficulté technique des parois de ce monolithe naturel font qu'il n'est gravi pour la première fois que le 16 août 2022 par Alex Honnold.